# ژاک آدامار
ژاک آدامار (فرانسوی: Jacques Hadamard‎؛ زاده ۸ دسامبر ۱۸۶۵ – درگذشته ۱۷ اکتبر ۱۹۶۳) ریاضی‌دان اهل فرانسه در زمینه معادله دیفرانسیل با مشتقات پاره‌ای بود. وی به خاطر توسعه حساب مشتقات کسری از طریق انتگرال‌های بسته در محیط مختلط شناخته شده‌است.